# キラーストリート

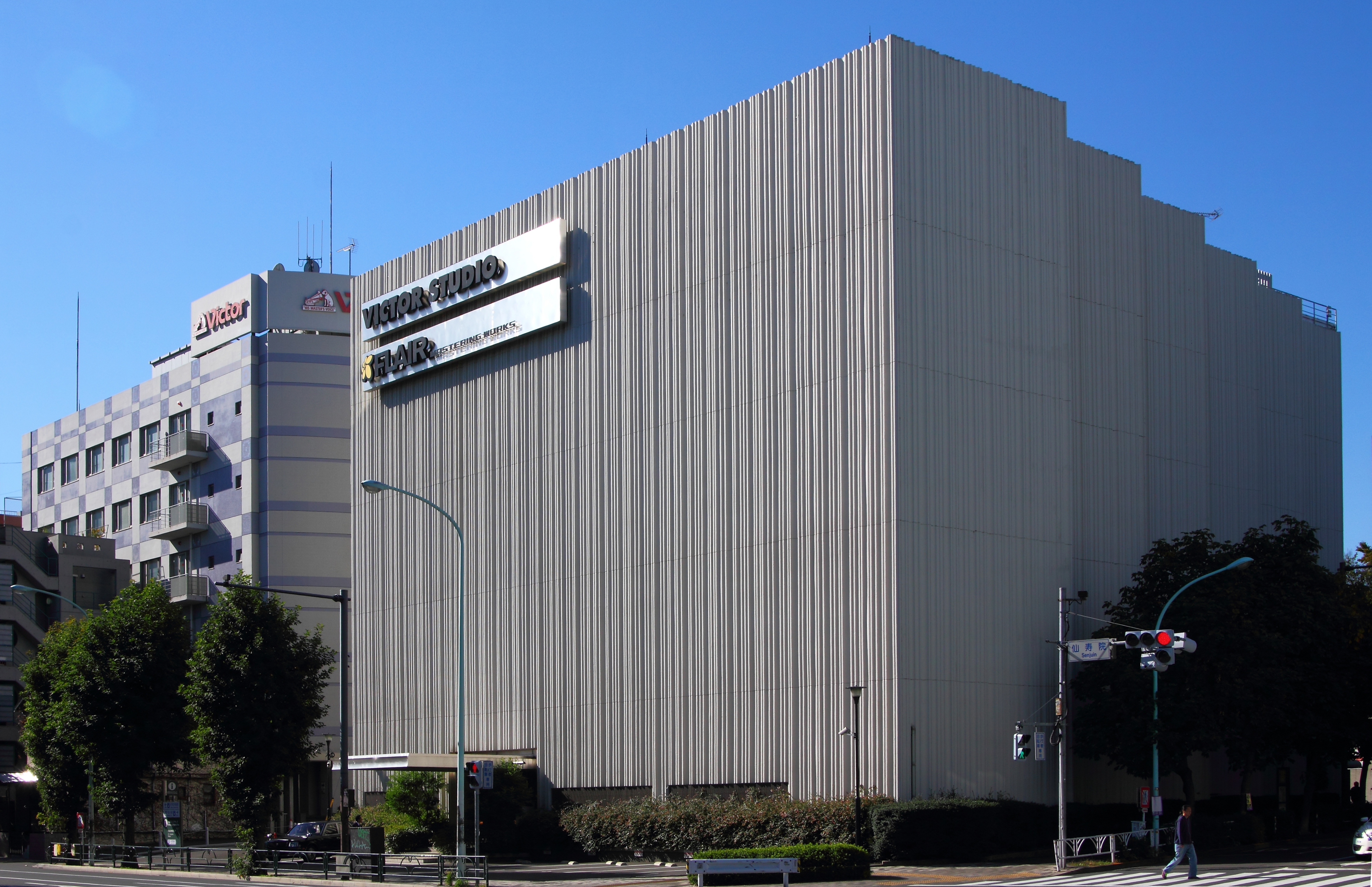
本作のタイトルの由来である「キラー通り」にあるビクタースタジオ。本作のレコーディングはここで行われた。

『キラーストリート』（英語: KILLER STREET）は、サザンオールスターズの14作目のオリジナル・アルバムであり、本作のDisc1の13曲目に収録されている楽曲名でもある。2005年10月5日にCDで発売。発売元はタイシタレーベル。キャッチコピーは“「すごいの、頂戴。」名盤保証!!”。
同年11月12日にはレコードとして発売され、2008年12月3日にはCDとして再発売されている。2014年12月17日からはダウンロード配信、2019年12月20日からはストリーミング配信が開始されている。

## 背景
オリジナル・アルバムとしては1998年発売の『さくら』以来、約7年振りとなる作品。ギターの大森隆志脱退後、5人体制となってから最初の作品でもある。
タイトルは、所属しているレコード会社であるビクターエンタテインメントのレコーディングスタジオ「ビクタースタジオ」沿いにある、外苑西通りの通称「キラー通り」に由来している。ジャケットやタイトルは、ビートルズの『アビイ・ロード』のパロディであり、桑田佳祐は『アビイ・ロード』を引き合いに出し、本作を「総ざらい」的なイメージがあると位置付けていた。ただし、そのような覚悟を述べていた一方で、桑田は本作を引っ提げて開催した『Live Tour 2005 みんなが好きです!』の東京ドーム公演のMCでサザンの活動について「これからもゆっくり、命ある限り続きますんでよろしくお願いします」「また28年目29年目、生きている限り30年目よろしくお願いします」と当初から解散をしない旨を強調する発言をしている。2009年初頭から2013年夏までサザンは無期限活動休止を選択したが、桑田はその理由の一つに本作品のことに言及し「このアルバムでサザンオールスターズとしてできることを（当時の時点で）すべてやりつくした」旨をラジオで公言している。活動休止をしたこともあり、次作の『葡萄』まで約9年半もの間アルバムのリリースが途絶えることになり、桑田は次作の発売時に上述した「ラストアルバム」「総ざらい」などといった発言への反省の弁を語っている。

## 録音
シングル収録曲がカップリング曲含め12曲収録されている。このような量になったのはアルバムのレコーディングに時間がかかり過ぎたためであり、シングルとして発表した曲は、本来シングル用として制作されたわけではなく、アルバム制作の先が見えないので仕方なくシングルカットしたという経緯がある。実際に総レコーディング時間は前作『さくら』の3,000時間を上回る3,300時間となり、自身のオリジナル・アルバムの中では最も長い時間となった。2003年からレコーディングが開始されているが、一部の収録曲に関しては1999年頃に実験的に制作されていた楽曲や2002年の桑田のソロアルバム『ROCK AND ROLL HERO』からのアウトテイクも含まれている。シングル曲は「神の島遥か国」以外は一部アレンジが加えられた。
このアルバムではパーカッションの野沢秀行がヘルニアで休養したため、三沢またろうのサポートを借りてレコーディングされた楽曲が数曲存在する。ベースに関しても関口和之が演奏した曲や、桑田が演奏した曲、関口が考案したベースラインをシンセベースに打ち込んだ曲が存在しており、曲によって異なったニュアンスを出している。
本作収録曲の本格的なレコーディングにあたり2005年2月に野沢を含めたメンバー全員で鎌倉市のリハーサルスタジオで2泊3日の合宿が行われた。桑田が言うにはレコーディングのためのリハーサル合宿は久しぶりだったといい、新鮮さとともにバンドの原風景を思い出して感動したという。

## リリース

### 発売形態
初回盤特典は「FILM KILLER STREET」と題されたレコーディング風景を記録したDVDと桑田自身によるセルフライナーノーツが付属している。DVDではレコーディング風景以外にもメンバーのインタビュー、前述の鎌倉合宿の映像とエピソード、休養を決めた野沢の心境、レコーディングの合間に夜桜をメンバー・スタッフで酒や食事を囲んで観る姿なども収録された。
2005年11月12日にはレコード3枚組のアナログ盤も発売された。アナログ盤購入特典として、アルバム・ジャケットとキラー通り歩道橋上で撮影され、プロモーション写真に使用されているサザンのアーティストビジュアルの2種が縦横90センチメートル大の特大ポスターとして封入。公式サイトでも一部掲載されている桑田への発売に関するロングインタビューのブックレットも付属している。

### 再発売
- 2008年12月3日（CD）VICL-63315〜6 リマスタリング
- 2024年12月11日（ダウンロード・ストリーミング）リマスタリング

## プロモーション
コマーシャル
2005年4月28日にニューアルバムのリリースの決定が告知され、テレビやサザンのホームページではビクタースタジオで「ごめんよ僕が馬鹿だった」のイントロをメンバー全員で演奏するレコーディング風景の映像を用いている。
同年9月1日にはアルバムのタイトルが発表された。この際にはサザンのメンバー5人がスーツを着て7年間リリースの間隔が空いてしまったことを記者会見で謝罪する内容の広告が制作された。
テレビ披露
既発曲のテレビ出演に関しては、各収録作品の項目を参照のこと。
| ロックンロール・スーパーマン 〜Rock'n Roll Superman〜 | ロックンロール・スーパーマン 〜Rock'n Roll Superman〜          | ロックンロール・スーパーマン 〜Rock'n Roll Superman〜 | ロックンロール・スーパーマン 〜Rock'n Roll Superman〜 |
| 放送日                                                | 番組名                                                         | 放送局                                                | 出典                                                  |
| ----------------------------------------------------- | -------------------------------------------------------------- | ----------------------------------------------------- | ----------------------------------------------------- |
| 2005年10月7日                                         | ミュージックステーション                                       | テレビ朝日                                            | [ 25 ]                                                |
| 2005年10月7日                                         | 音楽戦士 MUSIC FIGHTER                                         | 日本テレビ                                            |                                                       |
| 2005年10月8日                                         | COUNT DOWN TV                                                  | TBS                                                   |                                                       |
| 2006年8月21日                                         | 桑田佳祐の音楽寅さん 〜MUSIC TIGER〜 '06夏の思い出作りSP       | フジテレビ                                            |                                                       |
| 2008年8月10日                                         | Music Lovers                                                   | 日本テレビ                                            |                                                       |
| 2008年9月24日                                         | COUNT DOWN TV                                                  | TBS                                                   |                                                       |
| 2009年9月7日                                          | 桑田佳祐の音楽寅さん 〜MUSIC TIGER〜「山中湖ライブスペシャル」 | フジテレビ                                            |                                                       |
| 2013年8月9日                                          | 35周年スペシャル 復活!サザンオールスターズの流儀               | NHK                                                   | [ 26 ]                                                |

| ごめんよ僕が馬鹿だった | ごめんよ僕が馬鹿だった                                   | ごめんよ僕が馬鹿だった | ごめんよ僕が馬鹿だった |
| 放送日                 | 番組名                                                   | 放送局                 | 出典                   |
| ---------------------- | -------------------------------------------------------- | ---------------------- | ---------------------- |
| 2005年10月7日          | ミュージックステーション                                 | テレビ朝日             | [ 25 ]                 |
| 2006年8月21日          | 桑田佳祐の音楽寅さん 〜MUSIC TIGER〜 '06夏の思い出作りSP | フジテレビ             |                        |

| 別離          | 別離                                                                         | 別離       | 別離 |
| 放送日        | 番組名                                                                       | 放送局     | 出典 |
| ------------- | ---------------------------------------------------------------------------- | ---------- | ---- |
| 2009年8月10日 | 桑田佳祐の音楽寅さん 〜MUSIC TIGER〜 「避暑地の鎮魂歌 〜軽井沢スペシャル〜」 | フジテレビ |      |

## ツアー
本作のレコーディングドキュメントと同年末に掛けて行われた『Live Tour 2005 みんなが好きです!』の東京ドーム公演の模様が、DVD『FILM KILLER STREET (Director's Cut) & LIVE at TOKYO DOME』として2006年に発売された。

## 批評
後年に桑田は、本作の一部の収録曲についてやや否定的な発言をしており、制作当時を「デジタルを過信してしまった」「マニアックにやり過ぎてしまった」「サザンの一八番であるポップス、バラードに対して自信を失いかけていたのかもしれない」と振り返っている。また、桑田は本作について「リリース当時も悪く言ってたんだよな」と振り返り反省をしている。
公式サイトでインタビュアーを務めた鹿野淳はサザンを象徴する言葉として「そんなことやらなくてもいい」を挙げており、そのうえで二枚組のアルバムの発表、歌唱法、バラード、いわゆるエロ曲を含め「そんなことやらなくてもいいし、誰も想像していなかったことをやる、それがサザンオールスターズの偉大さなのだ」「しかしだからこそみんなを驚かせ、楽しませ、圧倒したのがサザンオールスターズのヒストリーである」とし、このアルバムを「究極の『そんなことやらなくてもいいサザンオールスターズ』の金字塔と呼ぶべきアルバム」と評した。渋谷陽一は後年に本作を「いいアルバム」としつつも「ちょっと情報量が多すぎてプレッシャーを感じますけれども」とも評しており、桑田もそれを認めている。
THE RAMPAGE from EXILE TRIBEのRIKUは、小学5年生の時に初めて親に買ってもらったCDが本作であり、家ではサザンをよく聴いていたという。また、母親と初めて行ったライブもサザンであり、ライブを見てよりサザンが好きになったことをコメントしている。

## 受賞歴
| 年     | 音楽賞                         | 結果                                    | 出典   |
| ------ | ------------------------------ | --------------------------------------- | ------ |
| 2006年 | 第20回日本ゴールドディスク大賞 | ロック&ポップ・アルバム・オブ・ザ・イヤ | [ 31 ] |

## チャート成績
2005年10月17日付のオリコン週間ランキングで初週63.3万枚を売り上げて、1位を獲得し、登場6週目である同年11月15日付の同チャートでオリジナルアルバムとしては、『Young Love』以来9年ぶりのミリオンセラーを達成した。2008年までに累計112.8万枚を売り上げている。
2枚組オリジナルアルバムによるミリオンセラーは、B'zの『The 7th Blues』以来11年8ヵ月ぶり通算2作目の快挙となった。活動歴が四半世紀以上のアーティストによるミリオン突破は、ベスト・アルバムでは自身の『海のYeah!!』をはじめ、井上陽水の『GOLDEN BEST』や小田和正の『自己ベスト』などの例があるものの、オリジナルアルバムでの達成はオリコン史上初である。これまでの記録は、松任谷由実の『KATHMANDU』のデビューから23年6ヵ月が最長記録で、今回はそれを遥かに上回る27年と5ヵ月という記録を打ち立てた。
オリコンによる本作の登場回数は48回である。

## 収録曲
全作曲：桑田佳祐。初回盤・アナログ盤・通常盤共通収録。既発曲の解説は各収録作品を参照のこと。
| #         | タイトル                                                  | 作詞                              | 作曲・編曲 | 編曲                                                 | 時間 |
| --------- | --------------------------------------------------------- | --------------------------------- | ---------- | ---------------------------------------------------- | ---- |
| 1.        | 「からっぽのブルース」                                    | 桑田佳祐                          |            | サザンオールスターズ                                 | 4:25 |
| 2.        | 「セイシェル 〜海の聖者〜」                               | 桑田佳祐                          |            | サザンオールスターズ                                 | 4:23 |
| 3.        | 「彩 〜Aja〜」                                            | 桑田佳祐                          |            | サザンオールスターズ 片山敦夫 山本拓夫（管編曲）     | 5:14 |
| 4.        | 「JUMP」                                                  | 桑田佳祐                          |            | サザンオールスターズ                                 | 5:05 |
| 5.        | 「夢と魔法の国」                                          | 桑田佳祐                          |            | サザンオールスターズ                                 | 4:31 |
| 6.        | 「神の島遥か国」                                          | 桑田佳祐                          |            | サザンオールスターズ                                 | 4:11 |
| 7.        | 「涙の海で抱かれたい 〜SEA OF LOVE〜」                    | 桑田佳祐                          |            | サザンオールスターズ 島健（弦編曲） 原由子（弦編曲） | 4:28 |
| 8.        | 「山はありし日のまま」                                    | 桑田佳祐                          |            | サザンオールスターズ                                 | 3:26 |
| 9.        | 「ロックンロール・スーパーマン 〜Rock'n Roll Superman〜」 | 桑田佳祐                          |            | サザンオールスターズ 片山敦夫（弦編曲）              | 5:01 |
| 10.       | 「BOHBO No.5」                                            | 桑田佳祐                          |            | サザンオールスターズ 山本拓夫（管編曲）              | 4:58 |
| 11.       | 「殺しの接吻 〜Kiss Me Good-Bye〜」                       | 桑田佳祐                          |            | サザンオールスターズ 島健（弦編曲）                  | 3:38 |
| 12.       | 「LONELY WOMAN」                                          | 桑田佳祐 岩本えり子（英語補作詞） |            | サザンオールスターズ 島健（弦編曲）                  | 5:30 |
| 13.       | 「キラーストリート」                                      | -                                 |            | サザンオールスターズ                                 | 1:18 |
| 14.       | 「夢に消えたジュリア」                                    | 桑田佳祐                          |            | サザンオールスターズ 島健（弦管編曲）                | 4:47 |
| 15.       | 「限りなき永遠の愛」                                      | 桑田佳祐                          |            | サザンオールスターズ 島健（弦編曲）                  | 4:39 |
| 合計時間: | 合計時間:                                                 | 合計時間:                         | 合計時間:  | 65:34                                                |      |

| #         | タイトル                                                                                             | 作詞      | 作曲・編曲 | 編曲                                                     | 時間 |
| --------- | --- | --------- | ---------- | -------------------------------------------------------- | ---- |
| 1.        | 「ごめんよ僕が馬鹿だった」                                                                           | 桑田佳祐  |            | サザンオールスターズ 山本拓夫（管編曲）                  | 4:18 |
| 2.        | 「八月の詩」                                                                                         | 桑田佳祐  |            | サザンオールスターズ                                     | 4:56 |
| 3.        | 「DOLL」                                                                                             | 桑田佳祐  |            | サザンオールスターズ 片山敦夫（弦編曲）                  | 4:41 |
| 4.        | 「別離」                                                                                             | 桑田佳祐  |            | サザンオールスターズ                                     | 5:04 |
| 5.        | 「愛と欲望の日々」                                                                                   | 桑田佳祐  |            | サザンオールスターズ 山本拓夫（管編曲）                  | 4:26 |
| 6.        | 「Mr.ブラック・ジャック 〜裸の王様〜」                                                               | 桑田佳祐  |            | サザンオールスターズ                                     | 4:02 |
| 7.        | 「君こそスターだ」                                                                                   | 桑田佳祐  |            | サザンオールスターズ                                     | 4:23 |
| 8.        | 「リボンの騎士」                                                                                     | 桑田佳祐  |            | サザンオールスターズ 斎藤誠（編曲補） 片山敦夫（編曲補） | 4:26 |
| 9.        | 「愛と死の輪舞」                                                                                     | 桑田佳祐  |            | サザンオールスターズ                                     | 3:59 |
| 10.       | 「恋人は南風」                                                                                       | 桑田佳祐  |            | サザンオールスターズ                                     | 4:39 |
| 11.       | 「恋するレスポール」                                                                                 | 桑田佳祐  |            | サザンオールスターズ                                     | 4:23 |
| 12.       | 「雨上がりにもう一度キスをして」                                                                     | 桑田佳祐  |            | サザンオールスターズ 山本拓夫（管編曲）                  | 5:16 |
| 13.       | 「The Track for the Japanese Typical Foods called “Karaage” & “Soba” 〜 キラーストリート (Reprise)」 | 桑田佳祐  |            | サザンオールスターズ                                     | 3:55 |
| 14.       | 「FRIENDS」                                                                                          | 桑田佳祐  |            | サザンオールスターズ                                     | 8:23 |
| 15.       | 「ひき潮 〜Ebb Tide〜」                                                                              | 桑田佳祐  |            | サザンオールスターズ 島健（弦・コーラス編曲）            | 4:04 |
| 合計時間: | 合計時間:                                                                                            | 合計時間: | 合計時間:  | 70:55                                                    |      |

### Disc 1
1. からっぽのブルース
桑田が言うには、歌詞は壮年期を迎えた桑田自身の縁側における哀しいつぶやきみたいなものであり、一部は五木寛之の『大河の一滴』から影響を受けた[19]。楽曲としてはサイケデリックなラーガ風のロックを目指したという[19]。仮タイトルは「CSN&Y」[19]。
ベースおよび左チャンネルのギターは桑田、右チャンネルのユニゾンのギターリフは斎藤誠によるものである。また、ドラムは打ち込みである[19]。
2. セイシェル 〜海の聖者〜
歌詞のテーマは自然に対する憧憬や畏怖感であるという[18]。
本作の本格的なレコーディングに入る際、最初に製作を始めた曲である[9]。2005年の初めにサザンのメンバーが猫に小判スタジオに集まって実施された[18]。
この曲では関口がベースを弾いており、桑田はBメロのベースラインについて「彼じゃないと絶対に発想できないし、弾けないラインだ」と評価している[18]。
3. 彩 〜Aja〜
2004年に発売された48枚目シングル。
4. JUMP
政治・社会を風刺した楽曲で、ファンク的な応援歌[9]。
発売年の全国ツアー『みんなが好きです!』では関口がCD音源と異なる激しいベースソロを間奏で披露している[11]。
5. 夢と魔法の国
歌詞の内容は公共のマナーなどがテーマ。エレキギターのサウンドが分厚く重ねられていて、非常にロック色の強い楽曲である。桑田はこの曲の歌詞について「大の大人がヘヴィなギターを鳴らしながら、みんなで汗をかきながら、比較的ささいな事に怒りをぶちまけている」イメージであると述べている[35][36]。
6. 神の島遥か国
2005年に発売された51枚目シングル「BOHBO No.5／神の島遥か国」の2曲目。
7. 涙の海で抱かれたい 〜SEA OF LOVE〜
2003年に発売された47枚目シングル。
8. 山はありし日のまま
原由子ボーカル曲。
歌詞の内容は制作当時に原が読んでいた本の物語がイメージの基本になった[37]。メンバーは当初はノラ・ジョーンズやザ・バンドのような方向性を目指していたが、歌詞が載った段階で唱歌的な方向に進んでいった[37]。
原はハモンドオルガン、松田はブラシによるドラム、関口はアリアのアコースティック・ベースを演奏した[37]。斎藤は生ギター、片山敦夫は生ピアノ、三沢はコンガで参加した[37]。
初回盤特典のDVDでは桑田が自分のキーで仮歌を斎藤と片山に伝える姿や、仮歌[注釈 4]を桑田と原の二人で聴く姿、音合わせのために桑田のギター伴奏のもとで原がメロディを歌う姿、原がハモンドオルガンを重ねていく姿が収録された[22]。
9. ロックンロール・スーパーマン 〜Rock'n Roll Superman〜
トヨタ自動車『MORE THAN BEST』CMソング。
歌詞の内容は中学・高校時代の桑田自身を歌っているのかもしれないとしており、桑田が影響を受けたグラムロックのサウンドを意識した楽曲となっている[38]。仮タイトルは「電気男」[17][38]。
本楽曲のテンポは制作当初は遅くしていたが、最終的には2段階ほど機械的にアップしている[39]。
シングル曲を除けば、アルバム曲として唯一ミュージック・ビデオが存在しており、ミュージック・ビデオ集『21世紀の音楽異端児 (21st Century Southern All Stars Music Videos)』に収録されている。
直後に行われた『Live Tour 2005 みんなが好きです!』で披露された際には、桑田のアイデアで自身が敬愛するビートルズの楽曲「エリナー・リグビー」がイントロに管楽器によって挿入された[12]。
2018年に発売されたベスト・アルバム『海のOh, Yeah!!』に収録されている。
10. BOHBO No.5
シングル「BOHBO No.5／神の島遥か国」の1曲目。
シングルバージョンより、ボーカルとブラスの音量を上げて収録している[40]。
11. 殺しの接吻 〜Kiss Me Good-Bye〜
桑田が言うには歌詞は「死に怯える美人妻のエロスをイメージしたサイコサスペンス風」だという[41]。
松田のオールド・ラディックのドラム、関口のマーティンのアコースティック・ベース、斎藤のギター、島健のピアノを主としたニーナ・シモンをイメージしたマイナー調のジャズと桑田は語っている[41]。
島健のピアノソロは1テイクで決まった[41]。
12. LONELY WOMAN
2004年に発売された50枚目シングル「愛と欲望の日々/LONELY WOMAN」の収録曲。
コーラスの入る部分が1小節早まっている[42]。
13. キラーストリート
インストでありタイトル曲。イタリア映画をイメージした楽曲である。タイトルの由来は前述の通り、外苑西通りの通称「キラー通り」であり、その理由をライナーノーツでは「どこか物悲しさを感じさせるキラーストリートと、イタリア映画が持つ哀愁をおびた悲しさの波長が私の中でピッタリと重なり合って、もしかしたら音楽の神様がこの曲を私に与えてくれたのかもしれない」と述べている[43]。
曲自体は1分18秒と短く、ビクタースタジオにて5分程で作曲してからレコーディングもあっという間に終えたとのこと[43]。
14. 夢に消えたジュリア
2004年に発売された49枚目シングル「君こそスターだ／夢に消えたジュリア」の2曲目。
15. 限りなき永遠の愛
ユニクロ「Life Wear/2024AIRism 肌砂丘のふたり 春篇」CMソング[注釈 5]。
歌詞は内省的なものになっている[45]。
アレンジ面ではビートルズの影響が語られている[45][46]。
アルバム『海のOh, Yeah!!』にも収録されている。

### Disc 2
1. ごめんよ僕が馬鹿だった
歌詞テーマは彼女に浮気がバレて、言い訳をしている愚かな男である。歌詞に登場する"Love-desperation"という単語は「愛が破綻する」といった意味の桑田の造語である[47]。
前述した鎌倉市のリハーサルスタジオでの2泊3日の合宿を行うために作られた[21]。この際の映像は初回盤特典のDVDにも収録されており、桑田がコード譜をホワイトボードに書き、歌詞がついていない状態のこの曲のメロディを歌い、それに合わせてメンバーが演奏していき、アレンジを模索していく様子を垣間見ることが出来る[22]。
2. 八月の詩
フィル・スペクター風の曲調をイメージして製作された[20]。歌詞には茅ヶ崎が登場している。
この曲のベースはシンセベースであるが、関口が書いた譜面に沿って打ち込まれている。桑田が言うには当時のサザンとしては珍しい試みだったことが語られている[20][注釈 6]。
3. DOLL
49枚目シングル「君こそスターだ／夢に消えたジュリア」のカップリング曲。
4. 別離
桑田が言うには歌詞は恋人が亡くなるというストーリーであり、逆に1960年代の歌謡曲を意識したポップな曲調の楽曲。桑田は製作途中で登場する"彼女"の死にテーマを当てたと語っている。歌詞中には長めのセリフが収録されており、今までに遊び感覚や社会風刺のセリフを入れたことはあったが、曲に関係した言わば“真面目”なセリフは新たな試みである。このセリフ部分に関しては桑田は「恥ずかしながら、初めて正々堂々とセリフを挿入してみた」と語っている[49]。
三沢またろうのアイディアもありAメロの関口のベースは平山三紀の「真夏の出来事」のようなフレーズになっている。そのベースには斎藤のギターをユニゾンさせている。これはビートルズの「オブ・ラ・ディ、オブ・ラ・ダ」に倣ったものである[49]。
5. 愛と欲望の日々
50枚目シングル「愛と欲望の日々/LONELY WOMAN」の収録曲。
6. Mr.ブラック・ジャック 〜裸の王様〜
当時の政府首脳・官僚社会・国際情勢を風刺した楽曲[注釈 7][50]。
桑田、ドラムスの松田弘、サポートメンバーでキーボードの片山敦夫の三人でギターリフとメロディとコード進行のみが決まっている中で、桑田の口での指示の下一度も練習せずにセッションを行った状態の音源を収録しており、その指示の掛け声や途中で松田のドラムのスネアのスナッピーが切れ、音が変わったハプニングが起きた部分もそのまま収録された。セッションの後に桑田がベース、マニピュレーターの角谷仁宣がモノラルシンセを演奏している[50]。
曲作りから後日に行われた歌入れも含めておよそ20分というサザン最短のレコーディング作品である[50]。
7. 君こそスターだ
49枚目シングル「君こそスターだ／夢に消えたジュリア」の1曲目。
シングルには無い桑田のカウントやスタッフのハンドクラップが追加されている[17]。
8. リボンの騎士
原由子ボーカル曲。原が歌唱する楽曲の中ではエロティックな表現が多い楽曲であり、桑田もこうした作品を作るのは「イロイロのパー」[注釈 8]以来であるとコメントしている[51]。後に原のベストアルバム『ハラッド』に収録された。
タイトルは手塚治虫の同名漫画『リボンの騎士』からの引用である。
桑田はこの曲における成田昭彦のパーカッションのプレイを高く評価している[51]。
9. 愛と死の輪舞
コンセプトは桑田の敬愛するビートルズの『Sgt. Pepper's Lonely Hearts Club Band』であり、ジョージ・マーティンの真似事みたいなことをやってみようということがこの曲の制作の発端となった[52]。
歌詞はフランス語が多用されており、演劇用語や音楽用語のほか、アンデルセン、ジュペリ、イソップ、クロサワなどの芸術家の名が登場する[53]。
この曲では関口が「F#（嬰ヘ長調）に対して一度下のE（ホ長調）の音をぶつけて」弾くベースプレイを行っており、当初こそ桑田は反対していたが、結局本人に押し切られている。そのため桑田は「結果すごくカッコイイと思う」「あいつには負けた（笑）」とライナーノーツでコメントした[54]。
松田の息子である松田翔がスネアのロールで参加している[54]。
10. 恋人は南風
47枚目シングル「涙の海で抱かれたい 〜SEA OF LOVE〜」のカップリング曲。
シングルバージョンと異なり、一部ボーカルが省略されている。
11. 恋するレスポール
タイトルのレスポールをはじめ、ギターメーカーや「Kids Alright」「Hey Joe」「Gently Weeps」といった60年代のアメリカやイギリスのミュージシャンの楽曲名が歌詞に使われている[16]。
元々は桑田のソロアルバム『ROCK AND ROLL HERO』製作時に作っていた曲。そのため製作開始は2002年からとなっている[16]。
12. 雨上がりにもう一度キスをして
47枚目シングル「涙の海で抱かれたい 〜SEA OF LOVE〜」のカップリング曲。
シングルバージョンと異なり、イントロにはドラムスのフィルインが挿入され、アウトロのボーカルは省略されている。
13. The Track for the Japanese Typical Foods called “Karaage” & “Soba” 〜 キラーストリート (Reprise)
メドレー楽曲。桑田が言うには「とことんバカバカしいまでに遊び半分」「ナンセンスソング」であるという[55]。
メドレー前部の歌詞には「ホープ軒」「丸屋」が登場するが、これはキラー通り付近に存在する店の名前をそのまま引用している。なお、「丸屋」に関しては現在は閉店している。メドレー後部にはインスト曲「キラーストリート」に歌詞をつけたものが収録されているが、はっきりとは聞こえにくく、桑田が言うには「イタリアっぽい感じのメロディーを、どこかの日本人が詠み人知らずの詩をボソボソ歌っているイメージにしてみた」という。歌詞をつけるアイディアはレコーディング当初からあった[56]。
制作当初はメドレー前部を「ワイルド・ハニー・パイ」（ビートルズの楽曲。『ザ・ビートルズ』収録）のような曲と桑田は考えており、1分もあればいいと思っていたが、ビルドアップした結果3分となった[55]。
初回盤特典のDVDでは桑田が本楽曲の仮歌[注釈 9]を吹き込んだり、片山がキーボードを重ねるなどの姿が収録された[22]。
このアルバムの中で最後に歌入れした曲[55][56]。
14. FRIENDS
48枚目シングル「彩 〜Aja〜」のカップリング曲。
15. ひき潮 〜Ebb Tide〜
8分の6拍子のバラード曲で、歌詞は別れていく女性に対して、男が彼女の幸せを願う気持ちを描いたもの[57]。桑田は「今回のサザンの形態で8分の6拍子のこの曲をやると、何となく暑苦しくなりすぎる」「ある意味『栞のテーマ』は絶対に超えられない」ということを踏まえてボーカルを多重録音することを条件として課したうえで製作したと語っており、この曲で島健に弦とコーラスの編曲を依頼したのはその経緯によるものだった[57]。
曲の最初と最後に波の音が挿入されている。
木村文乃がこの曲を気に入っていることを述べている[58]。

## 参加ミュージシャン
サザンオールスターズ
- 桑田佳祐 - ボーカル、コーラス、エレクトリックギター、アコースティック・ギター、ベース, シンセベース、キーボード、ハーモニカ、ドラムス・プログラミング、パーカッション、ハンド・クラップス、ドラムス, ジョーズ・ハープ、カウベル、エレクトリックベース、タンブリン
- 関口和之 - ベース、アコースティック・ベース、ウクレレ、コーラス
- 松田弘 - ドラムス、ドラムス・プログラミング、パーカッション、ハンド・クラップス、コーラス
- 原由子 - ピアノ、エレクトリックピアノ、ハモンドオルガン、キーボード、ボーカル、コーラス, ハンド・クラップス、エレクトリック・オルガン
- 野沢秀行 - パーカッション、コーラス

| Disc 1 からっぽのブルース - 斎藤誠 - エレクトリックギター、アコースティックギター - 片山敦夫 - ピアノ、オルガン - 三沢またろう - パーカッション - 加藤茂 - ドラムス・プログラミング - 角谷仁宣 - コンピュータ・プログラミング セイシェル 〜海の聖者〜 - 小倉博和 - エレクトリック・ギター - 三沢またろう - パーカッション - 山本拓夫 - テノール・サクソフォーン - 角谷仁宣 - コンピュータ・プログラミング 彩 〜Aja〜 - 片山敦夫 - エレクトリックピアノ、オルガン、キーボード、チェレスタ - 小倉博和 - ガット・ギター、アコースティック・ギター、オートハープ - 林憲一 - アコースティック・ギター - 三沢またろう - パーカッション - 山本拓夫 - テノール & バリトン・サクソフォーン、フルート - 荒木敏男 - トランペット - 西村浩二 - トランペット - 村田陽一 - トロンボーン - 加藤茂 - ドラムス・プログラミング - 角谷仁宣 - コンピュータ・プログラミング - 猫スタオールスターズ - ハンド・クラップス JUMP - 斎藤誠 - エレクトリック・ギター - 片山敦夫 - ピアノ、クラビネット、キーボード、ドラムス・プログラミング - 加藤茂 - ドラムス・プログラミング - 角谷仁宣 - コンピュータ・プログラミング、シンセサイザー - 401stオールスターズ - コーラス 夢と魔法の国 - 斎藤誠 - エレクトリック・ギター - 片山敦夫 - ピアノ - 三沢またろう - パーカッション - 角谷仁宣 - コンピュータ・プログラミング 神の島遥か国 - 斎藤誠 - エレクトリック・ギター - 片山敦夫 - ハモンドオルガン - 島袋優 (BEGIN) - 三線、指笛*by the courtesy of imperial Records / TEICHIKU ENTERTAINMENT, INC. - 角谷仁宣 - コンピュータ・プログラミング 涙の海で抱かれたい 〜SEA OF LOVE〜 - 小倉博和 - エレクトリック・ギター - 三沢またろう - パーカッション - 山本拓夫 - テノール & ソプラノ・サクソフォーン - 金原千恵子ストリングス - ストリングス - 角谷仁宣 - コンピュータ・プログラミング 山はありし日のまま - 斎藤誠 - アコースティック・ギター - 片山敦夫 - ピアノ - 三沢またろう - パーカッション - 角谷仁宣 - コンピュータ・プログラミング ロックンロール・スーパーマン 〜Rock'n Roll Superman〜 - 斎藤誠 - エレクトリックギター、アコースティック・ギター - 片山敦夫 - ピアノ、キーボード - 三沢またろう - パーカッション - 山本拓夫 - テノール & バリトン・サクソフォーン - 金原千恵子ストリングス - ストリングス - 角谷仁宣 - コンピュータ・プログラミング - 401stオールスターズ - ハンド・クラップス BOHBO No.5 - 斎藤誠 - エレクトリックギター、コーラス - 片山敦夫 - ピアノ、コーラス - 三沢またろう - パーカッション - 山本拓夫 - テノール・サクソフォーン - 竹野昌邦 - テノール・サクソフォーン - 西村浩二 - トランペット - 荒木敏男 - トランペット - 角谷仁宣 - コンピュータ・プログラミング 殺しの接吻 〜Kiss Me Good-Bye〜 - 斎藤誠 - エレクトリックギター - 島健 - ピアノ - 金原千恵子ストリングス - ストリングス LONELY WOMAN - 斎藤誠 - アコースティック・ギター - 片山敦夫 - キーボード - 島健 - グロッケンシュピール - 金原千恵子ストリングス - ストリングス - 角谷仁宣 - コンピュータ・プログラミング キラーストリート - 斎藤誠 - ガット・ギター - 片山敦夫 - サントゥール、キーボード - 角谷仁宣 - コンピュータ・プログラミング 夢に消えたジュリア - 片山敦夫 - ハープシコード - 三沢またろう - パーカッション - 朝川朋之 - ハープ - 近藤和彦 - アルト・サクソフォーン - 竹野昌邦 - アルト・サクソフォーン - 小池修 - テノール・サクソフォーン - 吉田治 - テノール・サクソフォーン - 山本拓夫 - バリトン・サクソフォーン - 西村浩二 - トランペット - 横山均 - トランペット - 木幡光邦 - トランペット - 奥村晶 - トランペット - 村田陽一 - トロンボーン - 広原正典 - トロンボーン - 片岡雄三 - トロンボーン - 辻冬樹 - バストロンボーン - 金原千恵子ストリングス - ストリングス 限りなき永遠の愛 - 片山敦夫 - ピアノ - 金原千恵子ストリングス - ストリングス - 加藤茂 - ドラムス・プログラミング - 角谷仁宣 - コンピュータ・プログラミング | Disc 2 ごめんよ僕が馬鹿だった - 斎藤誠 - エレクトリックギター、アコースティック・ギター - 片山敦夫 - ハモンド・オルガン - 西村浩二 - トランペット - 荒木敏男 - トランペット - 山本拓夫 - テノール・サクソフォーン - 竹野昌邦 - テノール・サクソフォーン - 角谷仁宣 - コンピュータ・プログラミング 八月の詩 - 斎藤誠 - エレクトリックギター、アコースティック・ギター - 片山敦夫 - ピアノ、キーボード - 三沢またろう - パーカッション - 角谷仁宣 - コンピュータ・プログラミング DOLL - MIKU & SAKI - くしゃみ & ボイス - 角谷仁宣 - コンピュータ・プログラミング 別離 - 斎藤誠 - エレクトリックギター、アコースティック・ギター - 三沢またろう - パーカッション - 山本拓夫 - ピッコロ & アルト・フルート - 西村浩二 - トランペット、フリューゲルホルン - 荒木敏男 - トランペット、フリューゲルホルン - 金原千恵子ストリングス - ストリングス - 角谷仁宣 - コンピュータ・プログラミング 愛と欲望の日々 - 斎藤誠 - エレクトリックギター、コーラス - 片山敦夫 - ピアノ、ハモンド・オルガン、キーボード、コーラス - 三沢またろう - パーカッション - 山本拓夫 - テノール & バリトン・サクソフォーン - 西村浩二 - トランペット - 荒木敏男 - トランペット - 村田陽一 - トロンボーン - 包国充 - テノール・サクソフォーン - 角谷仁宣 - コンピュータ・プログラミング Mr.ブラック・ジャック 〜裸の王様〜 - 片山敦夫 - ハモンド・オルガン - 角谷仁宣 - シンセサイザー 君こそスターだ - 斎藤誠 - エレクトリックギター - 片山敦夫 - ハモンド・オルガン、キーボード - 小倉博和 - エレクトリックギター - 角谷仁宣 - コンピュータ・プログラミング - 猫スタオールスターズ - ハンド・クラップス リボンの騎士 - 斎藤誠 - エレクトリックギター、ガット・ギター - 片山敦夫 - ピアノ、キーボード - 成田昭彦 - パーカッション - 三沢またろう - バード・ホイッスル - 原朋直 - トランペット - 山本拓夫 - ブラス・ダビング・アドバイザー - 角谷仁宣 - コンピュータ・プログラミング 愛と死の輪舞 - 斎藤誠 - エレクトリックギター、コーラス - 片山敦夫 - オルガン、キーボード - 有田純弘 - バンジョー - 三沢またろう - パーカッション - 山本拓夫 - クラリネット - 松田翔 - スネアロール - 加藤茂 - グランカーサ - 角谷仁宣 - コンピュータ・プログラミング 恋人は南風 - 成田昭彦 - パーカッション - 角谷仁宣 - コンピュータ・プログラミング 恋するレスポール - 斎藤誠 - エレクトリックギター、アコースティック・ギター - 片山敦夫 - ハモンド・オルガン - 加藤茂 - ドラムス・プログラミング - 角谷仁宣 - コンピュータ・プログラミング 雨上がりにもう一度キスをして - 斎藤誠 - エレクトリックギター、アコースティック・ギター - 三沢またろう - パーカッション - 山本拓夫 - テノール・サクソフォーン - 西村浩二 - トランペット - 荒木敏男 - トランペット - 清岡太郎 - トロンボーン - 角谷仁宣 - コンピュータ・プログラミング The Track for the Japanese Typical Foods called “Karaage” & “Soba”〜キラーストリート (Reprise) The Track for the Japanese Typical Foods called “Karaage” & “Soba” - 斎藤誠 - エレクトリックギター、ラップ - 片山敦夫 - キーボード、ラップ - 山本拓夫 - テノール・サクソフォーン - 角谷仁宣 - コンピュータ・プログラミング キラーストリート (Reprise) - 斎藤誠 - ガット・ギター - 片山敦夫 - サントゥール、キーボード - 角谷仁宣 - コンピュータ・プログラミング FRIENDS - 斎藤誠 - エレクトリックギター、アコースティック・ギター - 片山敦夫 - エレクトリックピアノ、ハモンド・オルガン、キーボード - 山本拓夫 - ソプラノ・サクソフォーン - 加藤茂 - ドラムス・プログラミング、タンブリン - 角谷仁宣 - コンピュータ・プログラミング - 猫スタオールスターズ - HEY!! & ハンド・クラップス ひき潮 〜Ebb Tide〜 - 斎藤誠 - アコースティック・ギター - 島健 - チェレスタ - 金原千恵子ストリングス - ストリングス - 角谷仁宣 - コンピュータ・プログラミング |

## ライブ映像作品
| 曲名                                                                                           | 作品名                                                                                            | 備考                                                                                           |
| ---------------------------------------------------------------------------------------------- | ------------------------------------------------------------------------------------------------- | ---------------------------------------------------------------------------------------------- |
| からっぽのブルース                                                                             | FILM KILLER STREET (Director's Cut) & LIVE at TOKYO DOME                                          |                                                                                                |
| セイシェル 〜海の聖者〜                                                                        | FILM KILLER STREET (Director's Cut) & LIVE at TOKYO DOME                                          |                                                                                                |
| 彩 〜Aja〜                                                                                     | →「 彩 〜Aja〜 § ライブ映像作品 」を参照                                                          |                                                                                                |
| JUMP                                                                                           | FILM KILLER STREET (Director's Cut) & LIVE at TOKYO DOME                                          |                                                                                                |
| 夢と魔法の国                                                                                   | FILM KILLER STREET (Director's Cut) & LIVE at TOKYO DOME                                          |                                                                                                |
| 神の島遥か国                                                                                   | →「 BOHBO No.5/神の島遥か国 § ライブ映像作品 」を参照                                             |                                                                                                |
| 涙の海で抱かれたい 〜SEA OF LOVE〜                                                             | →「 涙の海で抱かれたい 〜SEA OF LOVE〜 § ライブ映像作品 」を参照                                  |                                                                                                |
| 山はありし日のまま                                                                             | 未収録                                                                                            |                                                                                                |
| ロックンロール・スーパーマン 〜Rock'n Roll Superman〜                                          | FILM KILLER STREET (Director's Cut) & LIVE at TOKYO DOME                                          |                                                                                                |
| ロックンロール・スーパーマン 〜Rock'n Roll Superman〜                                          | 真夏の大感謝祭 LIVE                                                                               |                                                                                                |
| ロックンロール・スーパーマン 〜Rock'n Roll Superman〜                                          | 桑田佳祐の音楽寅さん 〜MUSIC TIGER〜 あいなめBOX                                                  | 桑田佳祐ソロ名義の作品。DISC 5「♯19 桑田佳祐&SUPER MUSIC TIGERS 野外ライブ In 山中湖」に収録。 |
| ロックンロール・スーパーマン 〜Rock'n Roll Superman〜                                          | SUPER SUMMER LIVE 2013 「灼熱のマンピー!! G★スポット解禁!!」 胸熱完全版                           |                                                                                                |
| ロックンロール・スーパーマン 〜Rock'n Roll Superman〜                                          | おいしい葡萄の旅ライブ –at DOME & 日本武道館-                                                     |                                                                                                |
| ロックンロール・スーパーマン 〜Rock'n Roll Superman〜                                          | LIVE TOUR 2019 “キミは見てくれが悪いんだから、アホ丸出しでマイクを握ってろ!!” だと!? ふざけるな!! | 完全生産限定盤封入のボーナス・ディスクにボーナス・トラックとして収録。                         |
| ロックンロール・スーパーマン 〜Rock'n Roll Superman〜                                          | 茅ヶ崎ライブ2023                                                                                  | 演奏は最終日のみ。                                                                             |
| BOHBO No.5                                                                                     | →「 BOHBO No.5/神の島遥か国 § ライブ映像作品 」を参照                                             |                                                                                                |
| 殺しの接吻 〜Kiss Me Good-Bye〜                                                                | 未収録                                                                                            |                                                                                                |
| LONELY WOMAN                                                                                   | 未収録                                                                                            |                                                                                                |
| キラーストリート                                                                               | FILM KILLER STREET (Director's Cut) & LIVE at TOKYO DOME                                          |                                                                                                |
| 夢に消えたジュリア                                                                             | 未収録                                                                                            |                                                                                                |
| 限りなき永遠の愛                                                                               | FILM KILLER STREET (Director's Cut) & LIVE at TOKYO DOME                                          |                                                                                                |
| ごめんよ僕が馬鹿だった                                                                         | FILM KILLER STREET (Director's Cut) & LIVE at TOKYO DOME                                          |                                                                                                |
| ごめんよ僕が馬鹿だった                                                                         | 真夏の大感謝祭 LIVE                                                                               |                                                                                                |
| 八月の詩                                                                                       | 未収録                                                                                            |                                                                                                |
| DOLL                                                                                           | 未収録                                                                                            |                                                                                                |
| 別離                                                                                           | FILM KILLER STREET (Director's Cut) & LIVE at TOKYO DOME                                          |                                                                                                |
| 愛と欲望の日々                                                                                 | →「 愛と欲望の日々 § ライブ映像作品 」を参照                                                      |                                                                                                |
| Mr.ブラック・ジャック 〜裸の王様〜                                                             | 未収録                                                                                            |                                                                                                |
| 君こそスターだ                                                                                 | 未収録                                                                                            |                                                                                                |
| リボンの騎士                                                                                   | FILM KILLER STREET (Director's Cut) & LIVE at TOKYO DOME                                          |                                                                                                |
| 愛と死の輪舞                                                                                   | FILM KILLER STREET (Director's Cut) & LIVE at TOKYO DOME                                          |                                                                                                |
| 恋人は南風                                                                                     | 未収録                                                                                            |                                                                                                |
| 恋するレスポール                                                                               | FILM KILLER STREET (Director's Cut) & LIVE at TOKYO DOME                                          |                                                                                                |
| 雨上がりにもう一度キスをして                                                                   | →「 涙の海で抱かれたい 〜SEA OF LOVE〜 § ライブ映像作品 」を参照                                  |                                                                                                |
| The Track for the Japanese Typical Foods called “Karaage” & “Soba”〜キラーストリート (Reprise) | 未収録                                                                                            |                                                                                                |
| FRIENDS                                                                                        | 未収録                                                                                            |                                                                                                |
| ひき潮 〜Ebb Tide〜                                                                            | 未収録                                                                                            |                                                                                                |